# Littabella National Park
Littabella National Park är en park i Australien. Den ligger i delstaten Queensland, omkring 330 kilometer norr om delstatshuvudstaden Brisbane.
Runt Littabella National Park är det mycket glesbefolkat, med 6 invånare per kvadratkilometer..
I omgivningarna runt Littabella National Park växer huvudsakligen savannskog. Genomsnittlig årsnederbörd är 1 080 millimeter. Den regnigaste månaden är januari, med i genomsnitt 217 mm nederbörd, och den torraste är september, med 26 mm nederbörd.